# Ha-Moszawa ha-Germanit
Ha-Moszawa ha-Germanit (hebr. המושבה הגרמנית; arab. هموشفا هجرمنيت; tłum. kolonia niemiecka) – osiedle mieszkaniowe w Jerozolimie w Izraelu, znajdujące się na terenie Zachodniej Jerozolimy.

## Położenie
Osiedle leży w południowej części miasta. Na południu znajduje się osiedle Ge’ulim, na zachodzie osiedle Ha-Moszawa ha-Jewanit, na północy osiedle Komemijjut, a na wschodzie osiedle Abu Tur.

## Historia
Osiedle zostało założone pod koniec XIX wieu przez członków niemieckiej grupy chrześcijańskiej Templers (niem. Tempelgesellschaft). Po założeniu w 1873 kolonii w Hajfie i Jafie, członkowie tej grupy zakupili dużą działkę ziemi w Jerozolimie, od Arabów z Bajt Safafa. Utworzyli tutaj kolonię, budując domy w niemieckim stylu, ze skośnymi dachami. Utrzymywali się z rolnictwa i rzemiosła. Podczas II wojny światowej brytyjskie władze Mandatu Palestyny uznały niemieckich kolonistów za wrogów i deportowały ich do Australii. Ich miejsce zajęli zamożni chrześcijańscy Arabowie.
W pierwszych dniach wojny o niepodległość w 1948, w trakcie bitwy o Jerozolimę, osiedle zostało zajęte przez siły żydowskich organizacji paramilitarnych Hagana, Irgun i Lechi. W następnych dniach osiedle było atakowane przez siły jordańskiego Legionu Arabskiego. W trakcie walk większość arabskich mieszkańców uciekła do Wschodniej Jerozolimy. Po wojnie w opuszczonych domach zamieszkali żydowscy imigranci.